# دایانا یاسترمسکا
دایانا یاسترِمْسکا (اوکراینی: Даяна Олександрівна Ястремська؛ زادهٔ ۱۵ مهٔ ۲۰۰۰) تنیس‌باز اهل اوکراین است. بهترین جایگاه او در رتبه‌بندی انجمن تنیس زنان رتبهٔ ۳۲ جهانی بوده که سال ۲۰۱۹ حاصل شده‌است.